# Siegfried Flesch
Siegfried Fritz Flesch (11. marts 1872 – 11. august 1939) var en østrigsk fægter som deltog i de olympiske lege 1900 i Paris.
Flesch kom på en tredjeplads i fægtning i disciplinen sabel under OL 1900 i Paris. Der var 23 fægtere fra syv lande som deltog i konkurrencen som blev afviklet den 19. og 20. juni. Flesch vandt fire ud af de syv kampe i finalerunden som der var otte fægtere der deltog i.  